# الكحول والحمل
الكحول أثناء الحمل هو تعاطي الكحول أثناء فترة الحمل، وذلك الوقت قبل أن تكون المرأة على علم بالحمل. لا يُعتبر شرب الكحول آمنًا أثناء الحمل ولا توجد فترة زمنية آمنة أو الثلث في الحمل لشرب الكحول.  اضطرابات طيف الكحول الجنينية هي مجموعة من الحالات التي يمكن أن تحدث في شخص شربت والدته الكحول أثناء الحمل. يُعرف الشكل الأكثر حدة للحالة باسم متلازمة كحول الجنين. قد تشمل المشكلات المظهر غير الطبيعي، الطول القصير، انخفاض وزن الجسم، حجم الرأس الصغير، ضعف التنسيق، الذكاء المنخفض، المشكلات السلوكية، فقدان السمع، ومشاكل في الرؤية. المتأثرون هم أكثر عرضة للمشاكل في المدرسة، ومشاكل قانونية، والمشاركة في السلوكيات عالية الخطورة، ولديهم مشكلة في تعاطي الكحول والمخدرات الترفيهية. تعاطي الكحول أثناء الحمل يمكن أن يؤدي أيضًا إلى الإجهاض التلقائي والولادة الميتة وانخفاض الوزن عند الولادة والنضج قبل الأوان. ليس كل الرضع المعرضين للكحول في الرحم يعانون من عيوب متعلقة باستهلاك الكحول. استخدام الكحول أثناء الحمل يرتبط بالعنف المنزلي والأذى المحتمل للرضيع. تحدث متلازمة كحول الجنين عادة عندما يكون لدى المرأة الحامل أكثر من أربعة مشروبات يوميًا خلال الثلث الأول من الحمل، مع وجود أعراض أكثر اعتدالًا مع مشروبين يوميًا. دليل الضرر عن أقل من اثنين في اليوم أو عشرة مشروبات في الأسبوع غير واضح. توصي معظم المنظمات الصحية بالامتناع الكامل عن الكحول خلال الأشهر الثلاثة الأولى من الحمل، عندما يكون الجنين أكثر عرضة للآثار الطفرية للكحول، ويوصي بالاعتدال الشامل طوال فترة الحمل.